# Trinxant (personatge)
Trinxant (Shredder en la versió original) és l'antagonista principal de les Tortugues Ninja i del seu mestre Estellicó. És el líder del Clan del Peu, una organització criminal de Nova York lligada a l'extorsió i el tràfic de drogues. En realitat el seu nom és Oroku Saki i era un ninja que va decidir abandonar el costat ètic de les arts marcials. La conversió al costat fosc es produeix a partir de la mort del seu germà gran a mans d'Hamato Yoshi, de qui jura venjar-se. Vesteix amb una armadura semblant a la d'un samurai i sovint usa armes prohibides per l'art ninja en el seu combat amb les tortugues.